# Obama ladislavii
Obama ladislavii ist eine Art der Landplanarien (zu den Plattwürmern gehörende Strudelwürmer). Häufige Fundorte sind von Menschen veränderte Lebensräume im südlichen Brasilien. Artspezifisch ist die Grünfärbung des Rückens.

## Merkmale

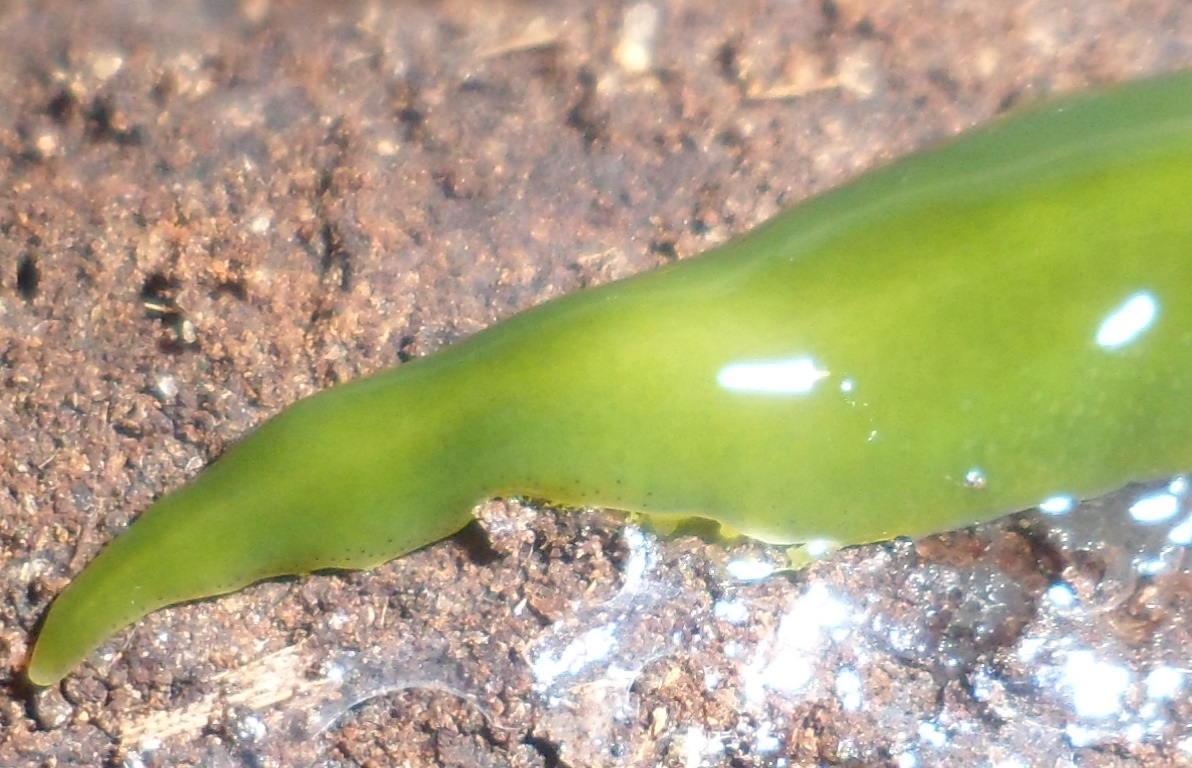
Detailaufnahme von Obama ladislavii, die seitlichen Augen sind am Rand des vorderen Endes als schwarze Punkte erkennbar.

Obama ladislavii ist eine mittelgroße Landplanarie mit einem lanzenförmigen Körper. Individuen erreichen eine Körperlänge von ungefähr 100 Millimetern. Die Rückenfärbung ist grün, variiert dabei von leuchtenden bis bräunlichen Grüntönen. Die Bauchseite zeigt eine gelbliche Färbung.
Viele Augen, ca. 800, von O. ladislavii sind auf den ersten Millimetern am Rand des Körpers verteilt, sie können als kleine schwarze Punkte erkannt werden. Weiter hinten befinden sich Augen vor allem auf der Rückenseite, wo sie die Mittellinie besetzen. Die Augen am Rücken umgibt ein Bereich ohne Farbpigmente, sodass diese unter Vergrößerung als kleine, helle Punkte erkennbar sind.
Bei adulten Tieren sind in der vorderen Körperhälfte zwei unregelmäßige Reihen dunkelgrün gefärbter Flecken erkennbar, hierbei handelt es sich um Testikel, die durch die Körperoberfläche scheinen.

## Verbreitung
Obama ladislavii kommt in südlichen Bundesstaaten Brasiliens vor, Santa Catarina und Rio Grande do Sul. Die Lebensräume sind sowohl anthropogen veränderte Lebensräume, wie Gärten und Plantagen, als auch unberührte Umgebungen, beispielsweise feuchte Wälder. Zu den Waldgebieten, in denen O. ladislavii nachgewiesen wurde, gehören Wälder der Brasilianischen Araukarie, Atlantische Regenwälder und Wälder, in denen die Bäume teilweise saisonal ihr Laub abwerfen.

## Ernährung

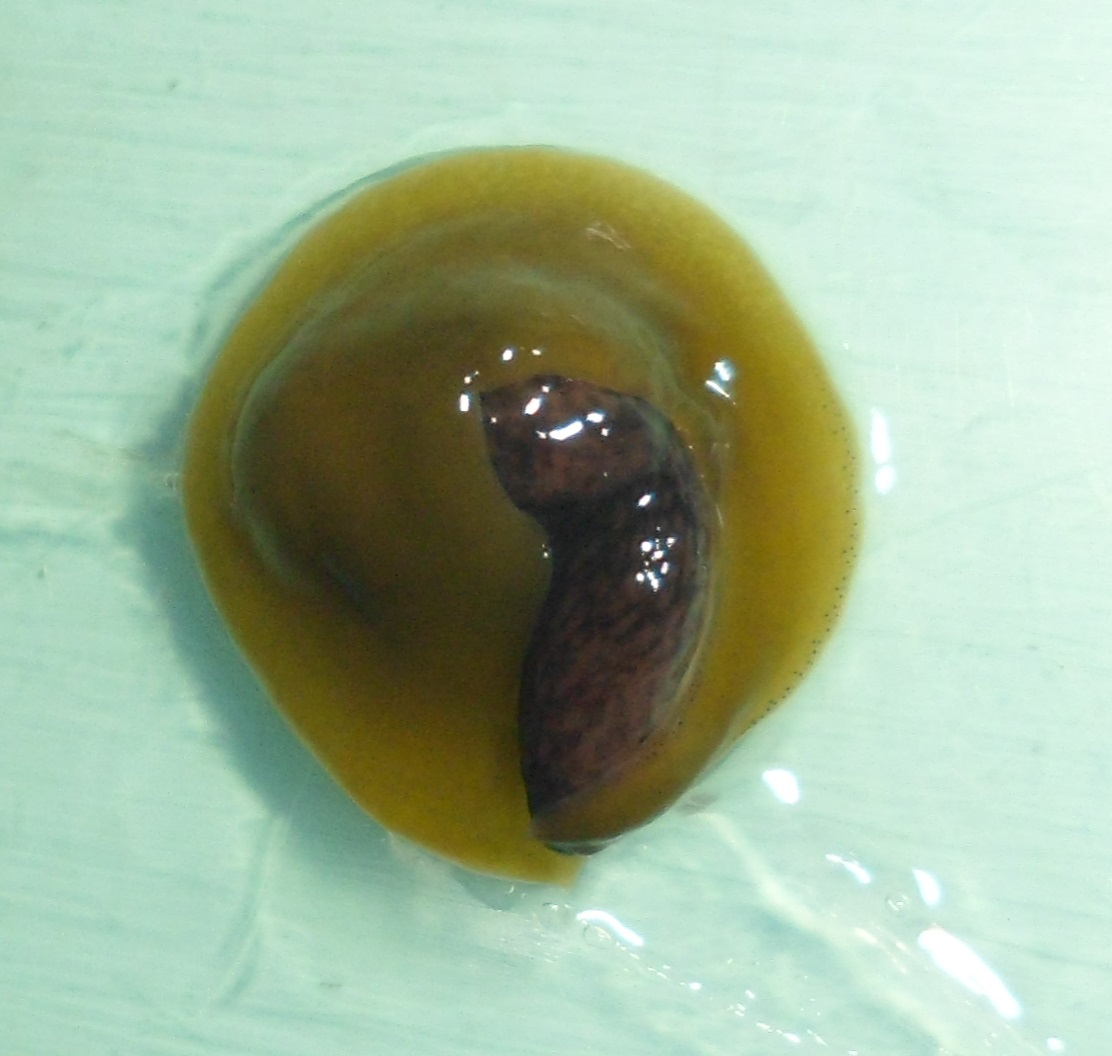
Obama ladislavii erbeutet einen Wasserschnegel.

Wie die meisten Landplanarien ist O. ladislavii ein Räuber. In Laborversuchen fing und fraß O. ladislavii kleine Schnecken, unter anderem landwirtschaftliche Schädlinge, wie Bradybaena similaris, Gefleckte Weinbergschnecken und Wasserschnegel. Die Jäger können die Schleimspur von Schnecken wahrnehmen und verfolgen.
Sobald die Landplanarie ein Beutetier findet, wird dieses durch Muskelkraft festgehalten und sie stülpt bei erfolgreicher Jagd den Pharynx über kleine Schnecken, um diese komplett zu verzehren. Bei großen Schnecken dringt O. ladislavii mit dem Pharynx in den Körper des Beutetiers ein und saugt das Innere aus, nachdem Verdauungsenzyme in den Leib injiziert wurden.

## Etymologie
Mit dem Artepitheton ladislavii wurde der Botaniker Ladislau de Souza Mello Netto, der von 1874 bis 1893 Direktor des Museu Nacional da Universidade Federal do Rio de Janeiro war, posthum geehrt.